# Kings of Metal
Kings of Metal é o sexto álbum de estúdio da banda norte-americana de heavy metal Manowar, lançado no ano de 1988. É o último álbum com a formação clássica, pois Ross The Boss deixaria a banda. Em 2017, o portal Loudwire o elegeu como o 13º melhor disco de power metal de todos os tempos.

## Faixas
Todas as músicas escritas por DeMaio exceto as anotadas.
| N.º | Título                                             | Duração |  |
| 1.  | "Wheels of Fire"                                   | 4:11    |  |
| 2.  | "Kings of Metal" (Ross Friedman, DeMaio)           | 3:43    |  |
| 3.  | "Heart of Steel"                                   | 5:10    |  |
| 4.  | "Sting of the Bumblebee" (Nikolai Rimsky-Korsakov) | 2:45    |  |
| 5.  | "The Crown and the Ring (Lament Of the Kings)"     | 4:46    |  |
| 6.  | "Kingdom Come"                                     | 3:55    |  |
| 7.  | "Pleasure Slave" (Somente na versão CD do álbum)   | 5:37    |  |
| 8.  | "Hail and Kill" (Friedman, DeMaio)                 | 5:54    |  |
| 9.  | "The Warrior's Prayer"                             | 4:20    |  |
| 10. | "Blood of the Kings"                               | 7:30    |  |

- "Pleasure Slave" foi incluída como faixa bônus nas versões estadunidense e europeia do álbum. Edições asiáticas tiveram esta faixa omitida, exceto a edição japonesa.

## Formação
- Eric Adams – vocal
- Joey DeMaio – baixo
- Ross The Boss – guitarra
- Scott Columbus – bateria